# 에어태그

에어태그(AirTag)는 애플이 개발한 위치추적기이다. 에어태그는 키 파인더(key finder) 역할을 하도록 설계되어 있으며 사람들이 자신의 개인 물건(예를 들면 열쇠, 가방, 옷, 소형 전자기기, 차량)을 찾는 것을 도와준다. 잃어버린 물건의 위치를 찾기 위해 에어태그는 애플의 크라우드소싱 나의 찾기 네트워크를 사용한다. 세계적으로 약 10억 개의 장치들이 블루투스 신호를 발신하는 것으로 익명 보고되었다. 에어태그는 iOS/iPadOS 14.5 이상을 실행하는 아이폰, 아이패드, 아이팟 터치 장치와 호환된다.

## 같이 보기
- 아이비콘